# Дибулья
Дибулья (исп. Dibulla) — город и муниципалитет на северо-востоке Колумбии, на территории департамента Гуахира.

## Географическое положение

Муниципалитет Дибулья

Дибулья расположена в западной части департамента, на берегу Карибского моря, в месте впадения в него реки Дибулья, на расстоянии приблизительно 723 километров к северу от столицы страны Боготы. Абсолютная высота — 2 метра над уровнем моря.

Площадь муниципалитета составляет 1744 км².

## Население
По данным Национального административного департамента статистики Колумбии, совокупная численность населения города и муниципалитета в 2012 году составляла 29 446 человек.
Динамика численности населения города по годам:
| 2005   | 2006   | 2007   | 2008   | 2009   | 2010   | 2011   | 2012   |
| ------ | ------ | ------ | ------ | ------ | ------ | ------ | ------ |
| 21 798 | 22 809 | 23 869 | 24 943 | 26 036 | 27 146 | 28 292 | 29 446 |

Согласно данным переписи 2005 года мужчины составляли 51,7 % от населения города, женщины — соответственно 48,3 %. В расовом отношении белые и метисы составляли 59,9 % от населения города; индейцы — 25,2 %; негры и мулаты — 14,9 %.
Уровень грамотности среди населения старше 15 лет составлял 64,9 %.

## Экономика
53,6 % от общего числа городских и муниципальных предприятий составляют предприятия торговой сферы, 33,6 % — предприятия сферы обслуживания, 5,3 % — промышленные предприятия, 7,5 % — предприятия иных отраслей экономики.